# Evelyn Krape
Evelyn Krape (Melbourne, 2 de agosto de 1949) é uma atriz e comediante australiana.

## Vida e carreira
Nascida em Melbourne, Vitória, Krape formou-se artisticamente no Melbourne Conservatorium of Music. Começou sua carreira nos palcos em 1970, quando juntou-se às companhias teatrais Australian Performing Group e Pram Factory, atuando em produções clássicas australianas como Dimboola e Don's Party. Posteriormente, apresentou-se com grandes companhias da Austrália, incluindo Melbourne Theatre Company, Playbox, Victorian Opera, La Mama e Eleventh Hour. Em sua carreira no teatro, também destacou-se em diversas produções de apresentação solo, tais como as comédias feministas Female Parts e More Female Parts.
Seus trabalhos no cinema incluem o faroeste Quigley Down Under (1990), o drama The Sound of One Hand Clapping (1998) e alguns curtas-metragens. Também forneceu vozes para personagens nos filmes infantis Babe (1995) e Babe: Pig in the City (1998). Na televisão, apareceu em episódios de séries como Homicide, Flying Doctors e Worst Year of My Life Again, além de ter interpretado um papel regular em Greeks on the Roof, versão australiana da série de comédia britânica The Kumars at No. 42.

## Filmografia

### Cinema
| Ano  | Título                                 | Papel                       | Notas          | Ref.         |
| ---- | -------------------------------------- | --------------------------- | -------------- | ------------ |
| 1973 | The A.P.G.'s Dimboola                  | Astrid                      | Teatro filmado | [ 8 ]        |
| 1979 | Dimboola                               | Monica                      |                | [ 1 ]        |
| 1982 | The Clinic                             | Helga                       |                | [ 9 ]        |
| 1983 | The Water Waster                       |                             | Curta-metragem | [ 10 ]       |
| 1990 | Quigley Down Under                     | Sra. Grimmelman             |                | [ 9 ]        |
| 1995 | Babe                                   | Ovelha velha                | Voz            | [ 1 ]        |
| 1996 | Till Human Voices Wake Us and We Drown | Mãe                         | Curta-metragem | [ 9 ]        |
| 1998 | The Sound of One Hand Clapping         | Jenja                       |                | [ 1 ]        |
| 1998 | Babe: Pig in the City                  | Ovelha velha / Gatos de rua | Voz            | [ 9 ]        |
| 2000 | Sparky D Comes to Town                 | Sra. Uric                   | Curta-metragem | [ 5 ] [ 11 ] |
| 2006 | Wil                                    | Debra                       |                | [ 9 ] [ 5 ]  |
| 2009 | Centre Place                           |                             | Longa-metragem | [ 11 ]       |
| 2013 | Vessel                                 | Alena                       |                | [ 1 ]        |

### Televisão
| Ano     | Título                          | Papel                          | Notas                             | Ref.   |
| ------- | ------------------------------- | ------------------------------ | --------------------------------- | ------ |
| 1975    | Homicide                        | Sue                            | Episódio: "Starring Joan Kendall" | [ 12 ] |
| 1983-84 | Australia You're Standing in It |                                | Humorístico de variedades         | [ 13 ] |
| 1990    | The Flying Doctors              | Senhorita Beatty               | Episódio: "Daddy's Girl"          | [ 14 ] |
| 1991    | Boys from the Bush              | Judy                           | Episódio: "Bucks and Hens"        | [ 15 ] |
| 1994    | Wedlocked                       | Sra. Abruzzo                   | 1 episódio (duas partes)          | [ 16 ] |
| 1997-99 | Blue Heelers                    | Rowena Wyndham / Kaye Anderson | 2 episódios                       | [ 17 ] |
| 1998    | Blabbermouth & Sticky Beak      | Sra. Peck                      | Telefilme                         | [ 18 ] |
| 1999    | Noah's Ark                      | Mãe de Esther                  | Telefilme                         | [ 19 ] |
| 2003    | Greeks on the Roof              | Melina                         | Papel regular                     | [ 7 ]  |
| 2007    | Bastard Boys                    | Judith Bornstein               | Minissérie                        | [ 5 ]  |
| 2012    | Laid                            | Riba                           | 2 episódios                       | [ 20 ] |
| 2014    | Worst Year of My Life Again     | Dona da cafeteria              | Episódio: "Beach"                 | [ 21 ] |

## Prêmios e indicações
| Ano  | Premiação                | Categoria                      | Produção           | Resultado | Ref.   |
| ---- | ------------------------ | ------------------------------ | ------------------ | --------- | ------ |
| 1976 | National Critics' Circle | Melhor atriz                   | A Toast To Melba   | Venceu    | [ 5 ]  |
| 1993 | Prêmio Green Room        | Melhor atriz em teatro musical | Ginger             | Venceu    | [ 5 ]  |
| 2020 | Prêmio Green Room        | Artista em cabaré              | The Ghetto Cabaret | Indicada  | [ 22 ] |